# Jan Bielatowicz
Jan Bielatowicz (* 16. November 1913 in Nisko; † 27. November 1965 in London) war ein polnischer Schriftsteller, Journalist, Literaturkritiker und Bibliograf.

## Leben
Bielatowicz besuchte das Gymnasium in Tarnów. Bereits als Schüler debütierte er 1930 als Lyriker mit dem Gedicht Pieśń młodzieży, das in der Zeitschrift Nasze Życie erschien. Zudem war er 1931 Mitbegründer und Redakteur der Jugendzeitschrift Czyn. Nach dem Abitur nahm er 1931 ein Studium der Polonistik und Urgeschichte an der Jagiellonen-Universität in Krakau auf und erwarb 1937 den Magister. Bereits als Student publizierte er in den Zeitschriften Czyn, Głos Podhala, Głos und Wielka Polska und arbeitete nach seinem Studium als Journalist unter anderem für die Zeitungen Głos Narodu, Odrędownik und Prosto z mostu.
In der Polnischen Armee diente er 1939 als Unterfähnrich (polnisch podchorąży) bei den Podhale-Schützen und kämpfte während des Überfalls auf Polen. Nach der polnischen Niederlage gelangte er nach Ungarn, wo er im Lager Kisbodak interniert wurde. Von dort wurde er zunächst in die Budapester Zitadelle und anschließend ins Straflager Komárom deportiert. Über Jugoslawien und die Türkei gelangte er zu den polnischen Streitkräften im Nahen Osten und schloss sich der Unabhängigen Brigade der Karpaten-Schützen (polnisch Samodzielna Brygada Strzelców Karpackich) an. Er nahm an dem Libyenfeldzug sowie an der Belagerung von Tobruk teil. Seine Reportagen, Artikel und Gedichte publizierte er in dieser Zeit in Przy kierownicy w Tobruku, Gazeta Polska und Orzeł Biały. Im April 1942 wurde er in die Schule für Unterfähnriche der Reserve im Mittleren Osten abkommandiert und von 1942 bis September 1943 kurzzeitig aus seinem Wehrdienst entlassen, um für den Kurier Polski w Bagdadzie zu arbeiten. Nach seiner Rückkehr in die Brigade der Karpaten-Schützen nahm er am Italienfeldzug teil und kämpfte in der Schlacht um Monte Cassino. Während dieser Zeit schrieb er für die Zeitschriften Orzeł Biały und Dziennik Żołnierza APW und redigierte von 1944 bis 1946 die Biblioteka Orła Białego.
Nach dem Zweiten Weltkrieg gelangte er im September 1946 nach England und verbrachte die ersten zwei Jahre in Soldatenlagern in den Dörfern Freckenham und Chippenham. Nach der Demobilisierung zog er nach London und arbeitete dort für den katholischen Verlag Veritas. Anschließend war er Chefredakteur mehrerer katholischer Wochenzeitungen, so von 1949 bis 1951 der Gazeta Niedzielna, von 1951 bis 1955 der Życie sowie von 1954 bis 1956 der Monatszeitschrift Droga. Daneben publizierte er auch in den Zeitungen Dziennik Polski, Dziennik Żołnierza, Tydzień Polski und Wiadomości. Ab 1955 arbeitete er erneut für den Verlag Veritas und redigierte hier die Reihe Biblioteka Polska. Zudem schrieb er Literaturrezensionen für den polnischen Sender des Radio Free Europe in München. Politisch gehörte er dem Stronnictwo Narodowe an und wurde 1963 in den Rat für Nationale Einheit (polnisch Rada Jedności Narodowej) gewählt.

## Werke
- Przeszłość i przyszłość Słowacji, 1939
- Bibliografia druków polskich we Włoszech 1.9.1939–1.9.1945, 1946
- Ramię pancerne 2. Polskiego Korpusu. Album fotografii 2. Warszawskiej Dywizji Pancernej, 1946
- Passeggiata. Szkice włoskie, 1947
- Brygada Karpacka, 1947
- 3 Batalion Strzelców Karpackich, 1949
- Laur Kapitolu i wianek ruty. Na polach bitew Drugiego Korpusu, 1954
- Książeczka, 1986
- Gaude Mater Polonia. Gawęda, 1964
- Opowiadania starego kaprala, 1965
- Literatura na emigracji. Wybór recenzji i felietonów, 1970

### Übersetzungen
- Giovannino Guareschi: Mały świat Don Camilla, 1954
- Giovannino Guareschi: Don Camillo i jego trzoda, 1956
- Oskar Halecki: Historia Polski, 1958